# Matamoros (Coahuila)
Matamoros é uma cidade do estado de Coahuila de Zaragoza, no México. Em 2005 tinha 48 511 habitantes.